# Irish Mail
Irish Mail è una relazione ferroviaria operante tra Londra (Euston) e Holyhead in coincidenza con il servizio marittimo per Kingstown (Dun Loaghaire)-Dublino. Il nome comparve per la prima volta nel 1848 e si riferiva sia alla relazione notturna che diurna; venne adottato ufficialmente nel 1927.
È stato il primo treno della storia della ferrovia a ricevere un nome, sebbene in via non ufficiale. Dal 1947 la relazione diurna venne abolita durante l'inverno e poi in via definitiva.
| Controllo di autorità | VIAF (EN) 141965070 · LCCN (EN) n85229895 |